# حبيل المرو (ردفان)

تعديل مصدري - تعديل

حبيل المرو هي إحدى قرى عزلة الحبيلين بمديرية ردفان التابعة لمحافظة لحج، بلغ تعداد سكانها 5 نسمة حسب تعداد اليمن لعام 2004.